# Беднажувка (Люблінське воєводство)
Беднажувка (пол. Bednarzówka) — село в Польщі, у гміні Дубова Колода Парчівського повіту Люблінського воєводства.
Населення — 97 осіб (2011).
У 1975-1998 роках село належало до Білопідляського воєводства.

## Демографія
Демографічна структура станом на 31 березня 2011 року:
|          | Загалом | Допрацездатний вік | Працездатний вік | Постпрацездатний вік |
| -------- | ------- | ------------------ | ---------------- | -------------------- |
| Чоловіки | 53      | 10                 | 33               | 10                   |
| Жінки    | 44      | 6                  | 27               | 11                   |
| Разом    | 97      | 16                 | 60               | 21                   |